# إيكس نوليتي
إيكس نوليتي (بالفرنسية: Aix-Noulette)‏ هي بلدية تقع في إقليم باد كاليه من منطقة نور با دو كاليه في شمال فرنسا. تبلغ مساحة هذه المدينة 10.44 (كم²)، وترتفع عن سطح البحر 75 م، يبلغ عدد سكانها 3798 نسمة حسب إحصاء المعهد الوطني للإحصاء والدراسات الاقتصادية سنة 2009 م. وترأس Alain Lefèbvre البلدية خلال فترة (2008-2014).

## توأمة
لإيكس نوليتي اتفاقيات توأمة مع:
- إلسدورف